# 那馬塔烏與那馬宇得
那馬塔烏（排灣語：Nanata-woo/Namadau）與那馬宇得（排灣語：Nanayutac/Na'emati），是台灣排灣族太陽卵生神話中其中一種版本中的神祇，祂們是太陽神阿道的孿生子女，擁有創造萬物的能力。

## 傳說

### 出生
據說在遠古時期，太陽神降臨在考家包跟山（或稱卡加包根山）的山頂，生下了四顆蛋，分別由百步蛇保龍和青蛇麗萊孵化出貴族和平民的祖先，後來太陽神再次於同一個位置下凡生下兩顆蛋，那馬塔烏（男）和那馬宇得（女）便是從這兩顆蛋中出生的。

### 創造萬物
當這兩位神長大後，被太陽神賜予創造事物的能力，只要那馬塔烏下令「生出」某個東西，那馬宇得就會生出來，兩位神祇用這種方法創造出了動物、植物、大地萬物和日夜星辰。